# Polni ugovor
Polni ugovor je jedno od najuticajnijih dela autorke Kerol Pejtman, objavljeno 1998. godine. Ovo delo predstavlja najpoznatiju feminističku kritiku društvenog ugovora i spada u klasike feminističke teorije.

## Opis

### Teorije društvenog ugovora
Predmet razmatranja autorke jesu teorije društvenog ugovora o čemu su pisali poznati politički filozofi, Tomas Hobs, Džon Lok i Žan Žak Ruso. Ove teorije predstavljaju jedan od najrelevantnijih okvira kada je reč o razumevanju nastanka demokratije i moderne države.
Ukratko, teorije društvenog ugovora nam pomažu da odgovorimo na jedno važno pitanje unutar političke filozofije, ukoliko se svi ljudi rađaju slobodni i jednaki, kako onda moderna država opravdava vlast jednog čoveka nad drugima? Po teorijama koje zastupaju Hobs, Lok i Ruso, svaki na svoj način, jedino legitimno opravdanje za postojanje vlasti jednih nad drugima temelji se na prethodno definisanom (društvenom) ugovoru između svih slobodnih pojedinaca koji će svesno ući u stanje podređenosti kako bi osigurali sopstvenu sigurnost, bolji način način života i uređeniju zajednicu.
Značaj ideje ugovora, koji kao izvorni utemeljuje modernu državu, potvrđuje i činjenica da se on gotovo replicira, tj. služi kao model za većinu odnosa u društvenoj zajednici, (npr. ugovor o zapošljavanju ili bračni ugovor).

### Feministička kritika teorije društvenog ugovora
Kerol Pejtman objašnjava da je polni ugovor nereflektovani deo prvobitnog ugovora o kojem su pisali pomenuti filozofi, s obzirom na to da žene u njega nisu stupile kao ravnopravne pojedinke, već kao potčinjene građanke drugog reda. Objašnjenje za to ona nalazi u instituciji patrijarhata kao osnovnog sistema uređenja društva.

#### Patrijarhat
Najčešće, patrijarhat se definiše kao vladavina očeva, kao društvo zasnovano na očinskom pravu. Patrijarhat je, međutim, složena struktura koja obuhvata ne samo vlast oca, već i vlast muža nad ženom, odnosno uopšte muškarca nad ženom.
Kerol Pejtman smatra da je u teoriji društvenog ugovora, namerno ili ne, izostalo razmatranje koje je i postalo deo društvenog ugovora, a po kome između muškaraca i žena postoji posebna vrsta polne razlike, po kojoj ženi pripada isključivo uloga potčinjenosti. Na taj način, "potčinjenost žena muškarcima utvrđuje se kao prirodna", a kao posledica toga žene nisu, i nisu ni mogle biti, (ravnopravne) učesnice društvenog ugovora. "Žene ne mogu biti inkorporirane u građansko društvo na istoj osnovi kao i muškarci, zato što im po prirodi nedostaju sposobnosti da postanu građanske jedinke."
Kako piše Kerol Pejtman, "polno ili bračno pravo nužno mora da prethodi očinskom pravu", te je stoga priča o nastanku ugovora nepotpuna, a teoretičari (sa izuzetkom Hobsa, kog, po mišljenju K. Pejtmen, feministička teorija nije dovoljno iskoristila) su taj deo zaobilazili kao "nepolitičku" temu.
Patrijarhat, po dokazima feminističke teorije, nije prestao da postoji sa nastankom društvenog ugovora, kako teoretičari često predstavljaju. Kroz čuvenu raspravu Džona Loka i ser Roberta Filmera, Lokovi argumenti da sa društvenim ugovorom nestaje patrijarhat jer nestaje i figura monaha kao "oca nacije", podložna je kritici. Kerol Pejtman navodi da je patrijarhat, mada je i to upitno, možda nestao u javnoj sferi, ali da je privatna sfera ostala dominantno pod tim sistemom. U centru društva i porodice više nije samo otac, već tu ulogu preuzimaju bratstva, na osnovu čega se izvodi zaključak da je svaki, a ne više samo najstariji, muškarac u nadmočnoj poziciji u odnosu na svaku ženu.